# Nikolai Konstantinowitsch Tarassow
Nikolai Konstantinowitsch Tarassow (russisch Николай Константинович Тарасов; * 2. Oktober 1923 in Moskau; † 28. September 1994 in Den Haag) war ein russischer Jurist und Diplomat. Er wirkte unter anderem als Botschafter der Sowjetunion bei den Vereinten Nationen und in Mexiko sowie von 1985 bis zu seinem Tod als Richter am Internationalen Gerichtshof.

## Leben
Nikolai Tarassow wurde 1923 in Moskau geboren und studierte in seiner Heimatstadt Rechtswissenschaften an der Lomonossow-Universität, an der er sich anschließend auch postgradual weiterbildete. Von 1949 bis 1953 war er als Berater der Rechtsabteilung des Präsidiums des Obersten Sowjets der UdSSR tätig, danach leitete er von 1953 bis 1956 das Büro des Sekretärs des Präsidiums des Obersten Sowjets. Anschließend wirkte er von 1956 bis 1961 als Berater in der sowjetischen Botschaft im Iran.
Ab 1961 war er im sowjetischen Außenministerium tätig, wo er zunächst Sektionsleiter und später stellvertretender Abteilungsleiter sowie Abteilungsleiter war. Im Jahr 1968 wechselte er als stellvertretender ständiger Vertreter seines Heimatlandes bei den Vereinten Nationen nach New York City. Von dort ging er vier Jahre später nach Mexiko, wo er bis 1976 als Botschafter fungierte. Anschließend war er von 1976 bis 1985 leitender Berater in der Abteilung für außenpolitische Planung im sowjetischen Außenministerium.
Im Jahr 1985 wurde er zum Richter an den Internationalen Gerichtshof gewählt und folgte dabei seinem Landsmann Platon Dmitrijewitsch Morosow, der sich aus gesundheitlichen Gründen von diesem Amt zurückgezogen hatte. Nachdem er zunächst bis Februar 1988 amtierte, dem regulären Ende der Amtsdauer von Morosow, wurde er im November 1987 für eine weitere turnusgemäß neunjährige Amtszeit bis Februar 1997 wiedergewählt. Im September 1994 verstarb er jedoch in Den Haag, dem Sitz des Gerichtshofs. Sein Nachfolger wurde Wladlen Stepanowitsch Wereschtschetin.